# Barszczówki (Hłudno)
Barszczówki – część wsi Hłudno w Polsce, położona w województwie podkarpackim, w powiecie brzozowskim, w gminie Nozdrzec.
W latach 1975–1998 Barszczówki administracyjnie należały do województwa krośnieńskiego.